# Akeem Stewart (Sprinter)
Akeem Stewart (* 28. Juni 1991) ist ein guyanischer Leichtathlet, der sich auf den Sprint spezialisiert hat.

## Sportliche Laufbahn
Erste internationale Erfahrungen sammelte Akeem Stewart im Jahr 2018, als er bei den Südamerikaspielen in Cochabamba mit 10,52 s und 21,30 s über 100 und 200 Meter jeweils in der ersten Runde ausschied. Im Jahr darauf belegte er bei den Südamerikameisterschaften in Lima in 10,68 s den siebten Platz im 100-Meter-Lauf und schied über 200 Meter mit 21,79 s im Vorlauf aus. Anschließend erreichte er bei den Militärweltspielen in Wuhan über beide Distanzen das Halbfinale und schied dort mit 10,71 s bzw. 21,99 s aus. 2021 erreichte er bei den Südamerikameisterschaften in Guayaquil das Finale über 200 Meter, wurde dort aber disqualifiziert. Er gewann aber in 40,02 s gemeinsam mit Jeremy Bascom, Emanuel Archibald und Noelex Holder die Bronzemedaille in der 4-mal-100-Meter-Staffel hinter den Teams aus Brasilien und Kolumbien. Im Jahr darauf schied er bei den Commonwealth Games in Birmingham mit 10,46 s und 21,42 s jeweils in der ersten Runde über 100 und 200 Meter aus und belegte mit der Staffel in 40,05 s den vierten Platz. 2023 wurde er mit der Staffel bei den Zentralamerika- und Karibikspielen in San Salvador in 39,66 s Fünfter und 2025 schied er bei den Südamerikameisterschaften in Mar del Plata mit 10,48 s im Vorlauf über 100 Meter aus und kam mit der Staffel im Finale nicht ins Ziel.
2012 wurde Stewart guyanischer Meister im 100-Meter-Lauf.

## Persönliche Bestleistungen
- 100 Meter: 10,29 s (+0,9 m/s), 9. März 2019 in Georgetown
- 200 Meter: 21,08 s (+2,0 m/s), 6. September 2022 in Ayanganna